# ريكو ماتسودا (لاعب كرة قدم)
ريكو ماتسودا (باليابانية: 松田陸) هو لاعب كرة قدم ياباني في مركز الدفاع، ولد في 3 مايو 1999 في فوجيوكا في اليابان. لعب مع غامبا أوساكا.

## وصلات خارجية
- ريكو ماتسودا (لاعب كرة قدم) على موقع رابطة كرة القدم اليابانية للمحترفين (اليابانية)
- ريكو ماتسودا (لاعب كرة قدم) على موقع قاعدة بيانات كرة القدم.إي يو (الإنجليزية)
- ريكو ماتسودا (لاعب كرة قدم) على موقع Soccerway.com (الإنجليزية)
- ريكو ماتسودا (لاعب كرة قدم) على موقع عالم كرة القدم.نت (الإنجليزية)